# (9140) Deni
(9140) Deni (4195 T-3) – planetoida z grupy pasa głównego asteroid okrążająca Słońce w ciągu 3,63 lat w średniej odległości 2,36 j.a. Odkryta 16 października 1977 roku.